# Fara Novarese
Fara Novarese er en italiensk by (og kommune) i regionen Piemonte i Italien, med omkring 2.002(2023) indbyggere. 